# Saint-Augustin (Corrèze)
Saint-Augustin – miejscowość i gmina we Francji, w regionie Nowa Akwitania, w departamencie Corrèze.
Według danych na rok 1990 gminę zamieszkiwało 448 osób, a gęstość zaludnienia wynosiła 15 osób/km² (wśród 747 gmin Limousin Saint-Augustin plasuje się na 273. miejscu pod względem liczby ludności, natomiast pod względem powierzchni na miejscu 171.).